# Klaus Wunder
Pour les articles homonymes, voir Wunder.
Klaus Wunder est un footballeur ouest-allemand puis allemand, né le 13 septembre 1950 à Erfurt (Thuringe) et mort le 19 janvier 2024 à Hemmingen (Basse-Saxe). Il est assigné au poste d'attaquant.

## Biographie

### En club
Klaus Wunder commence sa carrière en 1969 au SV Arminia Hanovre,,,.
En 1971, il rejoint le MSV Duisbourg, un club de première division ouest-allemande,.
Lors de la saison 1972-1973, il se met en évidence en inscrivant 17 buts en première division. Le 18 novembre 1972, il est l'auteur d'un triplé lors de la réception de l'Eintracht Braunschweig, permettant à son équipe de l'emporter 3-2. Il marque également quatre doublés cette saison-là.
Après trois saisons à Duisbourg, Wunder est transféré au Bayern Munich en 1974,.
Lors de la campagne de Coupe des clubs champions de la saison 1974-1975, il dispute cinq matchs dont la finale contre Leeds United remportée 2-0.
Lors de la saison suivante en 1975-1976, Wunder ne joue que trois matchs au début de la campagne européenne, et ne joue pas la finale à nouveau remportée par le Bayern, face à Saint Étienne.
En 1976, Wunder rejoint le Hanovre 96. Il porte pendant quatre saisons les couleurs de ce club,.
Lors de la saison 1976-1977, il s'illustre en inscrivant un total de 21 buts en deuxième division. Il marque deux triplés cette saison-là, lors de la réception du Wacker 04 Berlin (victoire 5-2), puis lors de la venue du SG Union Solingen (victoire 5-2).
En 1978, il devient joueur du Werder Brême. Il raccroche les crampons en 1980,.
Wunder joue au total 209 matchs en première division ouest-allemande pour 52 buts marqués et 59 matchs en deuxième division ouest-allemande pour 32 buts marqués. Au sein des compétitions européennes, il dispute 8 matchs de Coupe des clubs champions pour aucun but marqué, et deux matchs de Supercoupe de l'UEFA sans marquer de but.

### En sélection
Il participe avec l'équipe d'Allemagne de l'Ouest aux Jeux olympiques de 1972 organisés à Munich. Lors du tournoi olympique, il joue deux matchs, contre la Hongrie (défaite 4-1) et la RDA (défaite 3-2).
International ouest-allemand, il reçoit une sélection en équipe d'Allemagne de l'Ouest en 1973,.
Il joue son premier et unique match en équipe nationale le 5 septembre 1973, contre l'Union soviétique en amical (victoire 1-0 à Moscou).

## Palmarès
| Bayern Munich - Coupe des clubs champions (1) : - Vainqueur : 1974-75. |